# Franz Karl Stadlin (Ingenieur)
Franz Karl Stadlin (* 9. März 1815 in Zug; † 17. März 1894 ebenda) war ein Schweizer Ingenieur und Bahntunnelbauer.

## Leben
Stadlin stammte aus einer katholischen Zuger Familie. Er war Sohn von Franz Karl Stadlin und Bruder von Josephine Stadlin. Er heiratete Augustina Antonia Clamaron aus Lyon. Bis 1835 ging er im Institut Hofwil zur Schule. Von 1838 bis 1840 studierte er Mathematik an der Universität Zürich und an der Sorbonne in Paris. 1841 promovierte er zum Dr. phil. an der Universität Bern. 
Stadlin wirkte als Mathematiker und Ingenieur. Von 1841 bis 1844 war er Lehrer am Institut seiner Schwester Josephine in Zürich. Von 1843 bis 1845 war er Dozent an der Universität Zürich. Von 1846 bis 1847 war er leitender Ingenieur und Geometer beim Bau des ersten schweizerischen Eisenbahntunnels in Baden AG. Von 1853 bis 1854 war er Ingenieur beim Wasserleitungstunnelbau für die neue Spinnerei Baar ZG, 1857 war er Ingenieur beim Bau der Hauensteinlinie. 1859 war er Bauleiter der Bahnstrecke von Zug nach Cham ZG. Ende der 1880er Jahre befasste sich Stadler mit ehrgeizigen Projekten zur Korrektion der Lorze und zur besseren Verkehrserschliessung des Zuger Berggebiets.